# Moncarapacho
Moncarapacho est une ancienne paroisse civile (freguesia) de la municipalité d'Olhão, au Portugal.

## Histoire
En 2013, la paroisse a fusionné pour former la nouvelle paroisse Moncarapacho e Fuseta (en).